# یواس‌اس ادواردز (دی‌دی-۲۶۵)
یواس‌اس ادواردز (دی‌دی-۲۶۵) (به انگلیسی: USS Edwards (DD-265)) یک کشتی بود که طول آن ۹۵٫۸ متر (۳۱۴ فوت) بود. این کشتی در سال ۱۹۱۸ ساخته شد.